# Patrick van Kempen
Patrick van Kempen (8 oktober 1989) is een Nederlands voetballer en woont in Cuijk.
Van Kempen is in 2008 uitgekomen voor Nederland op de Paralympische Zomerspelen in Peking in het team van het CP-voetbal.